# Российское движение демократических реформ
Российское движение демократических реформ — избирательный блок, участвовавший в выборах в Госдуму в 1993 году. Ориентация — поддержка демократии, интеграция со странами СНГ. Лидеры — Гавриил Попов и Анатолий Собчак. ДДР создан в 1991 году Яковлевым Александром Николаевичем, Шеварднадзе, Поповым, Вольским, Собчаком.

## История
Движение было образовано 15 февраля 1992 года на Учредительном съезде в Нижнем Новгороде, который посетило 122 делегата. В том же месяце члену Политсовета Анатолию Собчаку было поручено сформировать комиссию по разработке проекта новой российской Конституции. В мае работа над проектом была завершена, и он был опубликован.
Первой статьёй предлагаемой Конституции, призванной фокусироваться на неотъемлемых человеческих правах, Российская Федерация провозглашалась «правовым демократическим светским государством, высшими ценностями которого являются человек, его единство, неотъемлемые права и свободы». Этот документ закреплял верховенство права, неприкосновенность частной собственности, свободу совести и право на альтернативную гражданскую службу, не отменяемое введением военного положения (перечень прав, которые могли быть им ограничены, был чётко указан).
29—30 марта разработчики проекта Собчак и Сергей Алексеев заявляли:
Сегодня у нас есть возможность создать подлинно прогрессивную и демократическую Конституцию — Конституцию Свободы, основанную на экономической, политической и духовной свободе для каждого человека. В такой Конституции центр тяжести должен лежать не на “предоставлении прав“, а только на их признании и гарантировании. В связи с этим, как ни покажется парадоксальным, важно сосредоточить внимание на запретах и ограничениях, но таких, которые обращены к власти, и отсюда на той ответственности, в основном через судебную систему, которую власть должна нести за попрание свободы.
Первый съезд РДДР состоялся в феврале 1992 года, второй съезд РДДР состоялся в январе 1994 года. На выборах в Госдуму в 1995 году участвовал в составе блока Социал-демократы.

## Программа
- Переход России к постиндустриальному обществу. Ориентировочный срок переходного периода — от 10 до 15 лет[5].
- Мир XXI века — мир балансирования блоков государств[6]. России нужны стратегические долгосрочные союзники, способные к инвестициям в Россию.
- Любые варианты шоковой терапии неприемлемы[6].
- Реорганизация СНГ в виде трёх структур, вложенных друг в друга[6]: Первая — единая рублевая зона без таможенных и других границ, которую образуют политически независимые государства с общей экономикой. Вторая, более широкая — объединение государств с общими военными интересами. Третья, самая широкая — государства взаимных согласованных тарифов и льгот.
- Широкая децентрализация и самостоятельность субъектов РФ[6].
- Сохранение национально-территориальной структуры РФ[7].
- Программа развития ВПК. Приватизация только в тех областях, где после приватизации возникнет конкуренция[8]. Демонополизация и государственный контроль для монополистов. Целевое финансирование фермерства и коллективных хозяйств для обеспечения страны собственным продовольствием[9], Сосредоточение ресурсов на перспективных направлениях науки и техники.